# NGC 6752
NGC 6752 är en klotformig stjärnhop i påfågeln.
Det är osäkert huruvida NGC 6777 är samma objekt som NGC 6752.